# Malpolon (rodzaj)
Malpolon – rodzaj węży z rodziny Psammophiidae.

## Zasięg występowania
Rodzaj obejmuje gatunki występujące w Europie (Portugalia, Gibraltar, Hiszpania, Francja, Włochy, Chorwacja, Bośnia i Hercegowina, Czarnogóra, Albania, Macedonia Północna, Bułgaria i Grecja), Afryce (Sahara Zachodnia, Maroko, Algieria, Tunezja, Libia, Egipt, Erytrea, Sudan, Mali, Niger, Czad, Mauretania, być może Ghana) i Azji (Cypr, Turcja, Liban, Izrael, Jordania, Libia, Syria, Arabia Saudyjska, Jemen, Oman, Zjednoczone Emiraty Arabskie, Katar, Kuwejt, Irak, Iran, Armenia, Azerbejdżan, Gruzja i Rosja).

## Systematyka

### Etymologia
- Malpolon: etymologia niejasna, Fitzinger nie wyjaśnił pochodzenia nazwy rodzajowej[2]; Lescure i Le Garff (2006) sugerują, że nazwa pochodzi od gr. μαλα mala „bardzo”; πολυς polus „liczny, mnogi”[9].
- Coelopeltis: gr. κοιλος koilos „wydrążony, pusty”; πελτη peltē „mała tarcza bez obramowania”[3]. Gatunek typowy: Natrix lacertina Wagler, 1824 (= Coluber monspessulanus Hermann, 1804)
- Rhabdodon: gr. ῥαβδος rhabdos „laska, kij”; οδους odous, οδοντος odontos „ząb”[4]. Gatunek typowy: Rhabdodon fuscus Fleischmann, 1831[a].
- Rhagerhis: gr. ῥαγη rhagē „szczelina, szpara”; ῥις rhis, ῥινος rhinos „nos, pysk”[5]. Gatunek typowy: Coelopeltis producta Gervais, 1857 (= Coluber moilensis Reuss, 1834).
- Scutophis: łac. scutum „podłużna tarcza”[10]; gr. οφις ophis, οφεως opheōs „wąż”[11]. Gatunek typowy: Coluber moilensis Reuss, 1834.

### Podział systematyczny
Do rodzaju należą następujące gatunki:
- Malpolon insignitus (Geoffroy Saint-Hilaire, 1827)
- Malpolon moilensis (Reuss, 1834)
- Malpolon monspessulanus (Hermann, 1804) – malpolon